# 福希海姆 (埃门丁根县)
福希海姆（德語：Forchheim，發音：[ˈfɔʁçhaɪm] ⓘ）是德国巴登-符腾堡州弗赖堡行政区埃门丁根县的市镇，面积10.78平方千米，2023年12月31日人口为1,456人。